# Список 25 лидеров плей-офф НБА по подборам за всю историю лиги
Данный список содержит 25 игроков, набравших наибольшее количество подборов в матчах плей-офф Национальной баскетбольной ассоциации за карьеру. Полный список лидеров в данной номинации опубликован на сайте basketball-reference.com.
В баскетболе «подбор» — важнейший элемент игры, при котором игрок овладевает мячом после неудачной попытки двух- или трёхочкового броска или последнего штрафного броска. Существует негласное правило, что команда, выигрывающая подбор, чаще всего выигрывает и матч. Основными специалистами по подборам являются игроки передней линии — центровые и тяжёлые форварды. Однако игроки других позиций, обладающие хорошим чувством позиции и времени, зачастую становятся лучшими в данном показателе. В НБА лучшим игроком по подборам считается игрок с самым большим средним показателем по ним за игру. Впервые эта номинация была введена в сезоне 1950/51 годов, когда стала вестись статистика по ним, поэтому у баскетболистов, игравших до 1950 года, подборы в статистике отсутствуют.
Лишь один баскетболист на данный момент набрал более 4000 подборов, 2 игрока преодолели рубеж в 3000 отскоков и 7 человек имеют в своём активе более 2000 подборов.
Единственным игроком, преодолевшим отметку в 4000 подборов, является центровой «Бостон Селтикс» Билл Расселл, который достиг этого результата в плей-офф 1969 года, после чего завершил карьеру в этом же году, установив до сих пор непревзойдённый рекорд в 4104 отскока. Через четыре года, в плей-офф 1973 года, к этому же рубежу почти подобрался Уилт Чемберлен, закончивший свои выступления в НБА с результатом в 3913 подборов. За прошедшие после этого сорок с лишним лет к лидерам даже приблизиться так никому и не удалось. На третьем месте идёт Тим Данкан, завершивший свою спортивную карьеру по окончании плей-офф 2016 года, набрав в итоге 2859 баллов.
Лидером же по среднему показателю за игру на данный момент также является Билл Расселл, который по окончании карьеры имеет в своём активе результат в 24,9 подбора в среднем за игру. Второе место по этому показателю занимает Уилт Чемберлен, который по итогам своих выступлений подбирал по 24,5 отскока в среднем за игру. На третьем месте, с большим отставанием, идёт Уэс Анселд, показатель которого составляет 14,9 балла в среднем за игру.
В данный список входят всего три действующих баскетболиста, самым результативным из них является Леброн Джеймс, занимающий пока четвёртое место.

## Легенда к списку
| Поз.      | ЛФ             | ТФ              | Ц           | РЗ                       | АЗ                 | ГР             | Прим.        |
| Пози- ция | Лёгкий форвард | Тяжёлый форвард | Цент- ровой | Разыгры- вающий защитник | Атакующий защитник | Год рожде- ния | Приме- чания |

| ^ | Действующий игрок Национальной баскетбольной ассоциации                 |
| * | Избраны в Зал славы баскетбола                                          |
|   | Недавно закончил карьеру, но пока не избран в Зал славы[a]              |
|   | Закончил карьеру более 10 лет назад, но так и не был избран в Зал славы |

## Список
По состоянию на 23 июня 2025 года (на момент окончания плей-офф 2025 года, следующий плей-офф стартует в апреле 2026 года)
| Место | Игрок                   | Фото | Поз.   | ГР          | Клубы (годы)[b] | Всего подборов | Подборы в атаке[c] | Подборы в защите[d] | Игры | Подборы за игру[e] | Зал славы | Прим.         |
| ----- | ----------------------- | ---- | ------ | ----------- | --- | -------------- | ------------------ | ------------------- | ---- | ------------------ | --------- | ------------- |
| 1     | Билл Расселл*           |      | Ц      | 1934 — 2022 | Бостон Селтикс (1957—1969) | 4104           | —                  | —                   | 165  | 24,9               | 1975      | [ 6 ] [ 7 ]   |
| 2     | Уилт Чемберлен*         |      | Ц      | 1936 — 1999 | Филадельфия/ Сан-Франциско Уорриорз (1960—1962, 1964) Филадельфия-76 (1965—1968) Лос-Анджелес Лейкерс (1969—1973)                                     | 3913           | —                  | —                   | 160  | 24,5               | 1979      | [ 8 ] [ 9 ]   |
| 3     | Тим Данкан*             |      | ТФ/ Ц  | 1976        | Сан-Антонио Спёрс (1998—1999, 2001—2016) | 2859           | 778                | 2081                | 251  | 11,4               | 2020      | [ 10 ] [ 11 ] |
| 4     | Леброн Джеймс^          |      | ЛФ/ ТФ | 1984        | Кливленд Кавальерс (2006—2010, 2015—2018) Майами Хит (2011—2014) Лос-Анджелес Лейкерс (2020—2021, 2023—2025)                                          | 2628           | 442                | 2186                | 292  | 9,0                | —         | [ 12 ] [ 13 ] |
| 5     | Шакил О’Нил*            |      | Ц      | 1972        | Орландо Мэджик (1994—1996) Лос-Анджелес Лейкерс (1997—2004) Майами Хит (2005—2007) Финикс Санз (2008) Кливленд Кавальерс (2010) Бостон Селтикс (2011) | 2508           | 866                | 1642                | 216  | 11,6               | 2016      | [ 14 ] [ 15 ] |
| 6     | Карим Абдул-Джаббар*[f] |      | Ц      | 1947        | Милуоки Бакс (1970—1974) Лос-Анджелес Лейкерс (1977—1989)                                                                                             | 2481           | 505[g]             | 1273[h]             | 237  | 10,5               | 1995      | [ 16 ] [ 17 ] |
| 7     | Карл Мэлоун*            |      | ТФ     | 1963        | Юта Джаз (1986—2003) Лос-Анджелес Лейкерс (2004) | 2062           | 502                | 1560                | 193  | 10,7               | 2010      | [ 18 ] [ 19 ] |
| 8     | Уэс Анселд*             |      | Ц      | 1946 — 2020 | Балтимор/ Кэпитал/ Вашингтон Буллетс (1969—1980) | 1777           | 306[i]             | 742[j]              | 119  | 14,9               | 1988      | [ 20 ] [ 21 ] |
| 9     | Роберт Пэриш*           |      | Ц      | 1953        | Голден Стэйт Уорриорз (1977) Бостон Селтикс (1981—1993) Шарлотт Хорнетс (1995) Чикаго Буллз (1997)                                                    | 1765           | 571                | 1194                | 184  | 9,6                | 2003      | [ 22 ] [ 23 ] |
| 10    | Элджин Бэйлор*          |      | ЛФ     | 1934 — 2021 | Миннеаполис/ Лос-Анджелес Лейкерс (1959—1970) | 1724           | —                  | —                   | 134  | 12,9               | 1977      | [ 24 ] [ 25 ] |
| 11    | Ларри Бёрд*             |      | ЛФ/ ТФ | 1956        | Бостон Селтикс (1980—1988, 1990—1992) | 1683           | 360                | 1323                | 164  | 10,3               | 1998      | [ 26 ] [ 27 ] |
| 12    | Деннис Родман*          |      | ТФ     | 1961        | Детройт Пистонс (1987—1992) Сан-Антонио Спёрс (1994—1995) Чикаго Буллз (1996—1998)                                                                    | 1676           | 626                | 1050                | 169  | 9,9                | 2011      | [ 28 ] [ 29 ] |
| 13    | Хаким Оладжьювон*       |      | Ц      | 1963        | Хьюстон Рокетс (1985—1991, 1993—1999) Торонто Рэпторс (2002)                                                                                          | 1621           | 471                | 1150                | 145  | 11,2               | 2008      | [ 30 ] [ 31 ] |
| 14    | Скотти Пиппен*          |      | ЛФ     | 1965        | Чикаго Буллз (1988—1998) Хьюстон Рокетс (1999) Портленд Трэйл Блэйзерс (2000—2003)                                                                    | 1583           | 466                | 1117                | 208  | 7,6                | 2010      | [ 32 ] [ 33 ] |
| 15    | Чарльз Баркли*          |      | ТФ     | 1963        | Филадельфия-76 (1985—1987, 1989—1991) Финикс Санз (1993—1996) Хьюстон Рокетс (1997—1999)                                                              | 1582           | 510                | 1072                | 123  | 12,9               | 2006      | [ 34 ] [ 35 ] |
| 16    | Эл Хорфорд^             |      | ТФ/ Ц  | 1986        | Атланта Хокс (2008—2013, 2015—2016) Бостон Селтикс (2017—2019) Филадельфия-76 (2020) Бостон Селтикс (2022—2025)                                       | 1561           | 360                | 1201                | 197  | 7,9                | —         | [ 36 ] [ 37 ] |
| 17    | Кевин Гарнетт*          |      | ТФ/ Ц  | 1976        | Миннесота Тимбервулвз (1997—2004) Бостон Селтикс (2008, 2010—2013) Бруклин Нетс (2014)                                                                | 1534           | 320                | 1214                | 143  | 10,7               | 2020      | [ 38 ] [ 39 ] |
| 18    | Пол Сайлас              |      | ТФ     | 1943 — 2022 | Сент-Луис/ Атланта Хокс (1965—1969) Финикс Санз (1970) Бостон Селтикс (1973—1976) Денвер Наггетс (1977) Сиэтл Суперсоникс (1978—1980)                 | 1527           | 339[k]             | 628[l]              | 163  | 9,4                | —         | [ 40 ] [ 41 ] |
| 19    | Дуайт Ховард            |      | Ц      | 1985        | Орландо Мэджик (2007—2011) Лос-Анджелес Лейкерс (2013, 2020) Хьюстон Рокетс (2014—2016) Атланта Хокс (2017) Филадельфия-76 (2021)                     | 1473           | 441                | 1032                | 125  | 11,8               | —         | [ 42 ] [ 43 ] |
| 20    | Мэджик Джонсон*         |      | РЗ/ АЗ | 1959        | Лос-Анджелес Лейкерс (1980—1991, 1996) | 1465           | 349                | 1116                | 190  | 7,7                | 2002      | [ 44 ] [ 45 ] |
| 21    | Дрэймонд Грин^          |      | ТФ/ ЛФ | 1990        | Голден Стэйт Уорриорз (2013—2019, 2022—2023) | 1457           | 273                | 1184                | 169  | 8,6                | —         | [ 46 ] [ 47 ] |
| 21    | Хорас Грант             |      | ТФ/ Ц  | 1965        | Чикаго Буллз (1988—1994) Орландо Мэджик (1995—1996, 1999, 2002) Сиэтл Суперсоникс (2000) Лос-Анджелес Лейкерс (2001)                                  | 1457           | 549                | 908                 | 170  | 8,6                | —         | [ 48 ] [ 49 ] |
| 23    | Бен Уоллес*             |      | Ц/ ТФ  | 1974        | Детройт Пистонс (2002—2006) Чикаго Буллз (2007) Кливленд Кавальерс (2008—2009)                                                                        | 1454           | 463                | 991                 | 130  | 11,2               | 2021      | [ 50 ] [ 51 ] |
| 24    | Дирк Новицки*           |      | ТФ     | 1978        | Даллас Маверикс (2001—2012, 2014—2016) | 1446           | 212                | 1234                | 145  | 10,0               | 2023      | [ 52 ] [ 53 ] |
| 25    | Чарльз Окли             |      | ТФ/ Ц  | 1963        | Чикаго Буллз (1986—1988) Нью-Йорк Никс (1989—1998) Торонто Рэпторс (2000—2001)                                                                        | 1445           | 519                | 926                 | 144  | 10,0               | —         | [ 54 ] [ 55 ] |

## Комментарии
- a  Игроки НБА включаются в Баскетбольный Зал славы не ранее, чем через пять полных лет после окончания карьеры[56], в 2016 году этот период был сокращён до четырёх лет[57], а с 2017 года этот срок стал составлять всего три года[58].
- b  Это список НБА и в него не входят сезоны, проведённые игроками в других лигах, таких как АБА и прочих.
- c  Статистика по подборам, сделанным под щитом соперника, стала вестись только в сезоне 1973/74 годов, поэтому у баскетболистов, игравших до 1973 года, подборы в атаке в статистике отсутствуют.
- d  Статистика по подборам, сделанным под своим щитом, стала вестись только в сезоне 1973/74 годов, поэтому у баскетболистов, игравших до 1973 года, подборы в обороне в статистике отсутствуют.
- e  Количество сделанных подборов в среднем за игру, округляется до десятых.
- f  Сменил имя 1 мая 1971 года после первой победы в НБА и принятия ислама, имя при рождении Фердинанд Льюис Алсиндор-младший или просто Льюис Алсиндор. Его новое имя, Карим Абдул-Джаббар, означает: «щедрый, слуга всесильного» (Аллаха)[59].
- g  Первые четыре сезона в карьере Карима Абдул-Джаббара статистика по подборам в атаке ещё не велась[16].
- h  Первые четыре сезона в карьере Карима Абдул-Джаббара статистика по подборам в обороне ещё не велась[16].
- i  Первые пять сезонов в карьере Уэса Анселда статистика по подборам в атаке ещё не велась[20].
- j  Первые пять сезонов в карьере Уэса Анселда статистика по подборам в обороне ещё не велась[20].
- k  Только последние семь сезонов в карьере Пола Сайласа стала вестись статистика по подборам в атаке[40].
- l  Только последние семь сезонов в карьере Пола Сайласа стала вестись статистика по подборам в обороне[40].